# Heraclitus (cràter)
Heraclitus és un cràter d'impacte complex que es troba a les accidentades terres altes del sud de la Lluna. El cràter Licetus forma l'extrem nord de la formació. Just a l'est es troba Cuvier, i al sud apareix Lilius. Just a l'oest d'Heraclitus es localitza el petit cràter satèl·lit Heraclitus K, al sud del qual apareix un parell de cràters superposats, Lilius E i Lilius D.

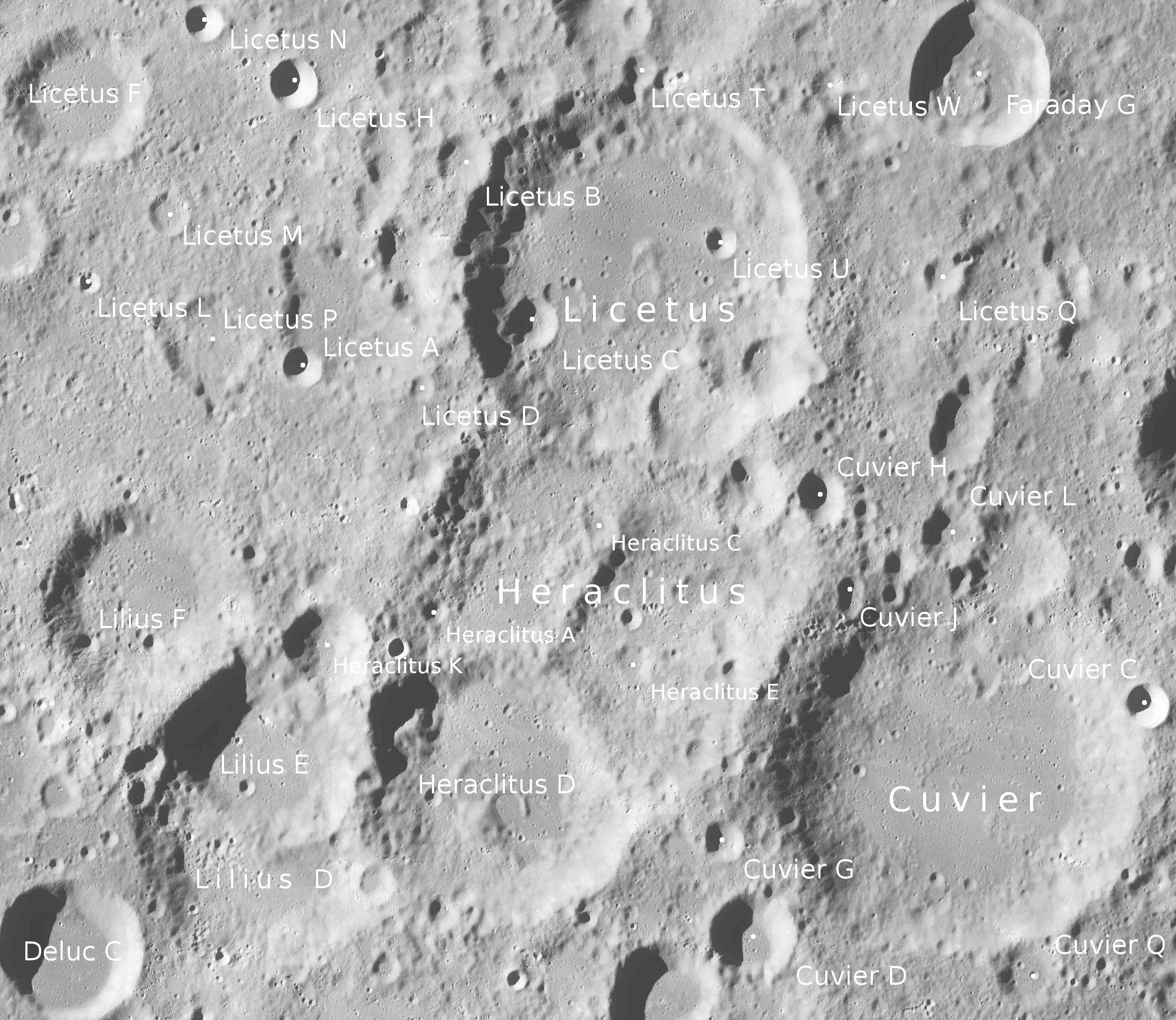
Localització d'Heraclitus (centre de la imatge)
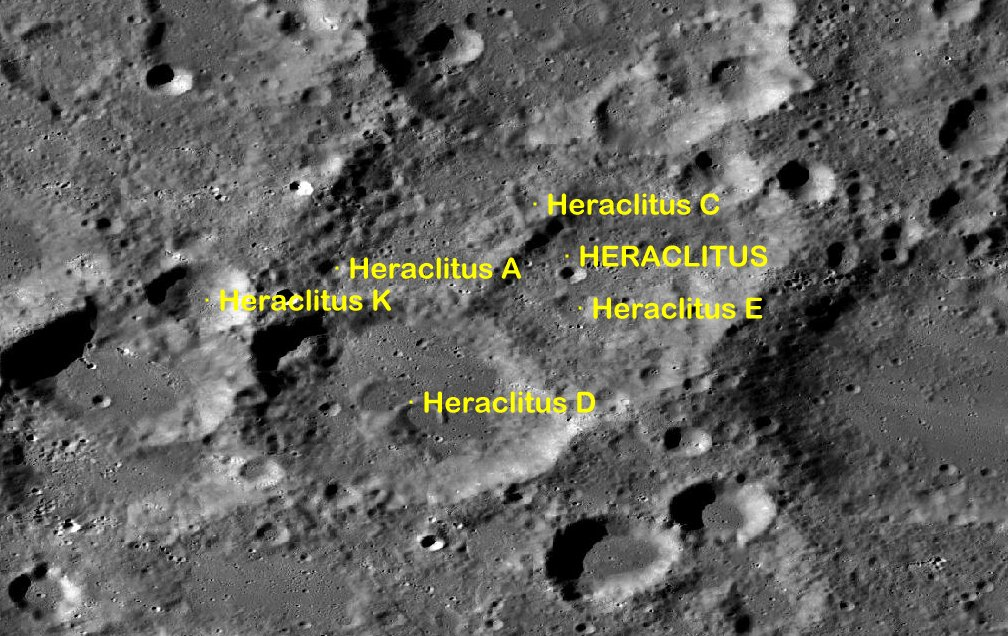
Cràters satèl·lit

Tota la formació està molt desgastada, amb els trets topogràfics suavitzats per una llarga història d'impactes. Heraclitus és una formació complexa, composta per tres seccions dividides per una carena interior de tres braços. De les tres seccions, la més erosionada i irregular es troba a l'extrem oriental, on la vora exterior forma una carena baixa que s'uneix a Cuvier.
L'extrem sud-oest de la vora circular és la secció més intacta, conformant el perfil circular del cràter satèl·lit Heraclitus D, que està unit a les altres dues seccions al llarg de la vora nord-est. Sota els cràters més moderns, apareix un parell d'antics cràters palimpsestos, així com una cresta baixa al sud-oest.
El cràter té 90 km de diàmetre i 3,8 km de profunditat. Pot pertànyer al període Preímbric, entre 4550 i 3850 milions d'anys d'antiguitat.
Deu el seu nom al filòsof de la Grècia clàssica Heràclit (segle vi aC).

## Cràters satèl·lit
Per convenció aquests elements són identificats en els mapes lunars posant la lletra en el costat del punt central del cràter que està més proper a Heraclitus.
| Heraclitus | Coordenades                        | Diàmetre |
| ---------- | ---------------------------------- | -------- |
| A          | 49° 18′ S, 4° 42′ E / 49.3°S,4.7°E | 6 km     |
| C          | 48° 48′ S, 6° 18′ E / 48.8°S,6.3°E | 7 km     |
| D          | 50° 24′ S, 5° 12′ E / 50.4°S,5.2°E | 52 km    |
| E          | 49° 42′ S, 6° 42′ E / 49.7°S,6.7°E | 7 km     |
| K          | 49° 30′ S, 3° 30′ E / 49.5°S,3.5°E | 17 km    |